# Crying, Waiting, Hoping
Crying, Waiting, Hoping est une chanson écrite par Buddy Holly et publiée de façon posthume en 1959 en face B de Peggy Sue Got Married. Trois enregistrements différents ont été publiés: la version du single originel, une réédition en 1964 avec une orchestration différente et l'enregistrement privé de Holly.

## Enregistrements
La chanson a été enregistrée le 14 décembre 1958 par Holly, seul à la guitare, dans l'appartement 4H de l'édifice « The Brevoort », sur la Fifth Avenue à Manhattan . Après son décès dans la nuit du 3 février 1959, les enregistrements-maison de ses six dernières compositions ont été confiées au producteur Jack Hansen. Celui-ci a embauché des musiciens de studio et l'ensemble vocal « The Ray Charles Singers » pour compléter ces enregistrements et de tenter de reproduire le son de Buddy Holly and The Crickets.
Cette version ainsi que Peggy Sue Got Married ont été masterisées le 30 juin 1959 dans le Studio A de Coral Records (en). Ce 45 tour est le premier enregistrement posthume de Buddy Holly. Les quatre autres morceaux inédits ont été ré-enregistrée par Hansen en 1960 et publiées sur l'album The Buddy Holly Story, Vol. 2.
Crying, Waiting, Hoping est techniquement la plus réussie des six remastérisations qu'on a initialement penser la publier en face A. Holly a écrit et enregistré la chanson avec des pauses (« Cryin'... waitin'... hopin'... you'll come back »). Hansen a ingénieusement remplacer les accents de guitare dans ses pauses avec des répétitions par les choristes tel un écho de chacun des mots. Pour une réédition allemande de cette chanson, on a repiqué la version de Hansen dans une chambre à écho.
L’imprésario de Buddy Holly, Norman Petty, a produit ses propres versions des six derniers démos de Holly en 1964 avec le groupe The Fireballs. Ces versions n'utilisent pas de chœurs et la guitare est jouée dans un style de surf music.

## Reprises

### The Beatles
Pistes inédites de Live at the BBC
I'm Gonna Sit Right Down and Cry (Over You) To Know Her Is to Love Her
Les Beatles ont enregistré Crying, Waiting, Hoping, le 1er janvier 1962, lors de leur audition chez la maison de disque Decca, avec Pete Best à la batterie, mais cette version n'a jamais été officiellement publiée.
Avec Ringo Starr maintenant derrière les fûts, ils l'ont ensuite enregistré le 16 juillet 1963, au Théatre Paris (en) à Londres, pour leur émission radio Pop Go the Beatles (en) diffusée à la BBC le 6 août. George Harrison est au chant principal et sa partition de guitare solo est une copie conforme de celle jouée par Donald Arnone de la version de 1959. Les chœurs, chantés par John Lennon et Paul McCartney, sont aussi à l'identique. Cet enregistrement est inclus dans le disque compilation Live at the BBC publié en 1994.
En janvier 1969, le groupe l'a aussi réinterprétée, dans un rythme plus lent, lors des séances « Get Back ».

#### Personnel
- George Harrison – chant principal, guitare solo
- John Lennon – guitare rythmique, chœurs
- Paul McCartney – guitare basse, chœurs
- Ringo Starr – batterie

### Autres versions
Wreckless Eric a repris la chanson en 1978, pour son second album, The Wonderful World of Wreckless Eric.
En 1987, on voit Marshall Crenshaw, qui a joué le rôle de Buddy Holly dans le film La Bamba, l'interpréter dans la scène qui est censée être le 2 février 1959, le soir avant sa mort. Cette version de Crying, Waiting, Hoping a été produite par Garry Tallent et incluse sur l'album du film.
Chanteur-compositeur américain Cat Power a aussi repris cette chanson.
Le super-groupe de rockabilly The Head Cat, formé par le chanteur Lemmy (de Motörhead), le batteur Slim Jim Phantom (The Stray Cats) et le guitariste Danny B. Harvey (de Lonesome Spurs et The Rockats) ont repris cette chanson pour leur album de 2006, Fool's Paradise.
Chris Isaak l'a interprété pour l'album Listen to Me: Buddy Holly publié en 2011.